# Maria José del Belgio
Marie José del Belgio (nome completo in francese Marie-José Charlotte Sophie Amélie Henriette Gabrielle; Ostenda, 4 agosto 1906 – Thônex, 27 gennaio 2001) è stata l'ultima regina consorte d'Italia nel 1946, come moglie di Umberto II, prima della proclamazione della Repubblica.
Si tratta della sovrana consorte con il più breve regno nella storia dell'Italia unita. Il suo nome italianizzato era Maria Giuseppina di Savoia benché lei stessa non l'abbia mai voluto adottare neppure su documenti ufficiali quali, per esempio, l'atto di matrimonio.
È l'unica regina italiana la cui effigie sia apparsa su una serie di francobolli regolarmente emessi, Nozze del principe Umberto.

## Biografia

### Infanzia e giovinezza

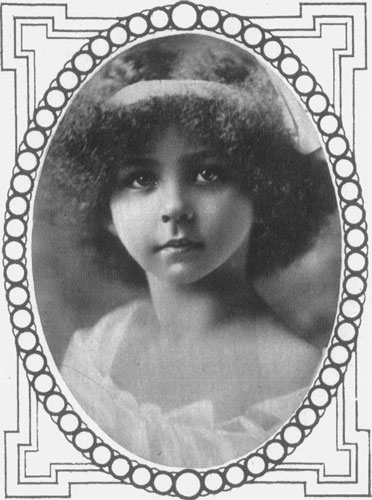
Maria José all'età di nove anni

Era figlia di Alberto I di Sassonia-Coburgo-Gotha, divenuto Re dei Belgi dal 1909, e di Elisabetta Gabriella, nata duchessa in Baviera.
I suoi nonni paterni erano il conte Filippo di Fiandra e la principessa Maria di Hohenzollern-Sigmaringen; quelli materni il duca in Baviera Carlo Teodoro e la sua seconda moglie Maria José di Braganza, nata infanta di Portogallo.
Crebbe con i due fratelli maggiori Leopoldo e Carlo Teodoro in un ambiente familiare aperto, intriso di cultura, dove, grazie ai vasti interessi dei genitori, sviluppò sia le sue doti artistiche studiando il pianoforte e il violino, sia le sue doti sportive e apprese, guidata dal padre, il quale era tra l'altro incline alle idee socialiste, sia la cultura classica sia quella contemporanea.
Durante la sua infanzia dovette affrontare il tragico periodo della prima guerra mondiale, venendo mandata con i fratelli a vivere in Inghilterra, mentre il padre in patria comandava personalmente l'esercito belga, guadagnandosi il soprannome di "Re cavaliere", e la madre svolgeva attività di assistenza presso i feriti.
Venne educata per un matrimonio reale e destinata dai genitori, fin da piccola, a sposare Umberto di Savoia, erede al trono d'Italia, figlio di Vittorio Emanuele III e di Elena del Montenegro. Per questo motivo frequentò il collegio della Santissima Annunziata a Villa di Poggio Imperiale, dove apprese la lingua italiana. Il primo incontro dei due futuri sposi avvenne, nel 1916, al castello di Lispida a Monselice. Terminati gli studi in Italia nel 1919, venne iscritta al collegio delle suore del Sacro Cuore al castello di Linthout, presso Woluwe-Saint-Lambert, in Belgio; in precedenza, nel 1915 (mentre era rifugiata in Inghilterra), aveva studiato presso il convento delle Orsoline di Brentwood.

### Matrimonio

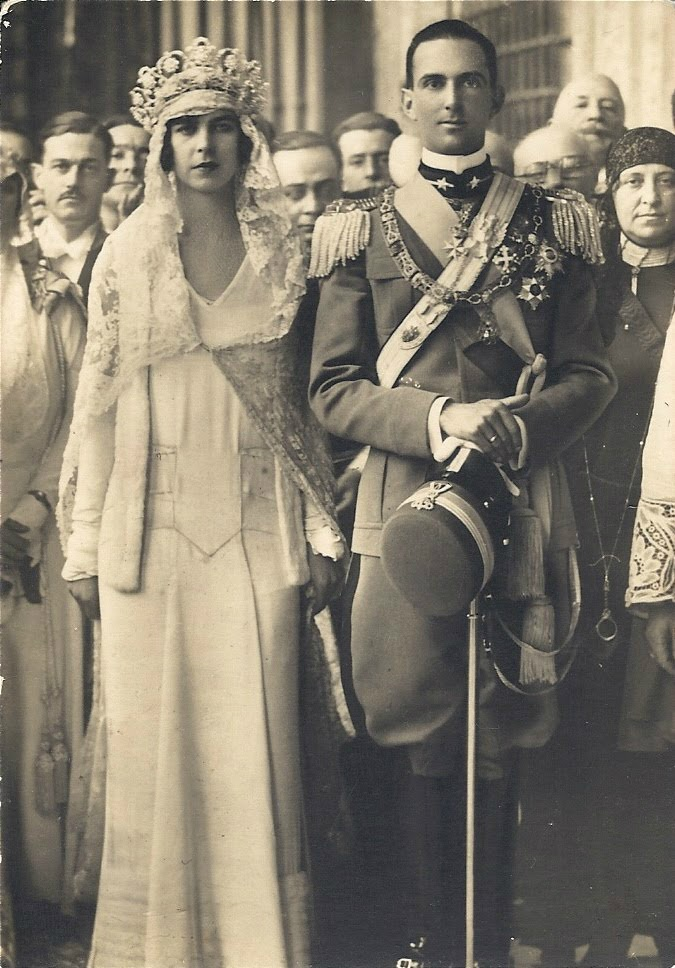
Umberto di Savoia e Maria José del Belgio nel giorno delle nozze

Le nozze con il Principe di Piemonte furono celebrate a Roma l'8 gennaio del 1930 nella Cappella Paolina del palazzo del Quirinale. Dopo la funzione gli sposi furono ricevuti da Pio XI, il Papa che l'anno prima aveva stipulato i Patti Lateranensi, nel quadro di un chiaro disgelo fra Italia e Vaticano.

#### Torino

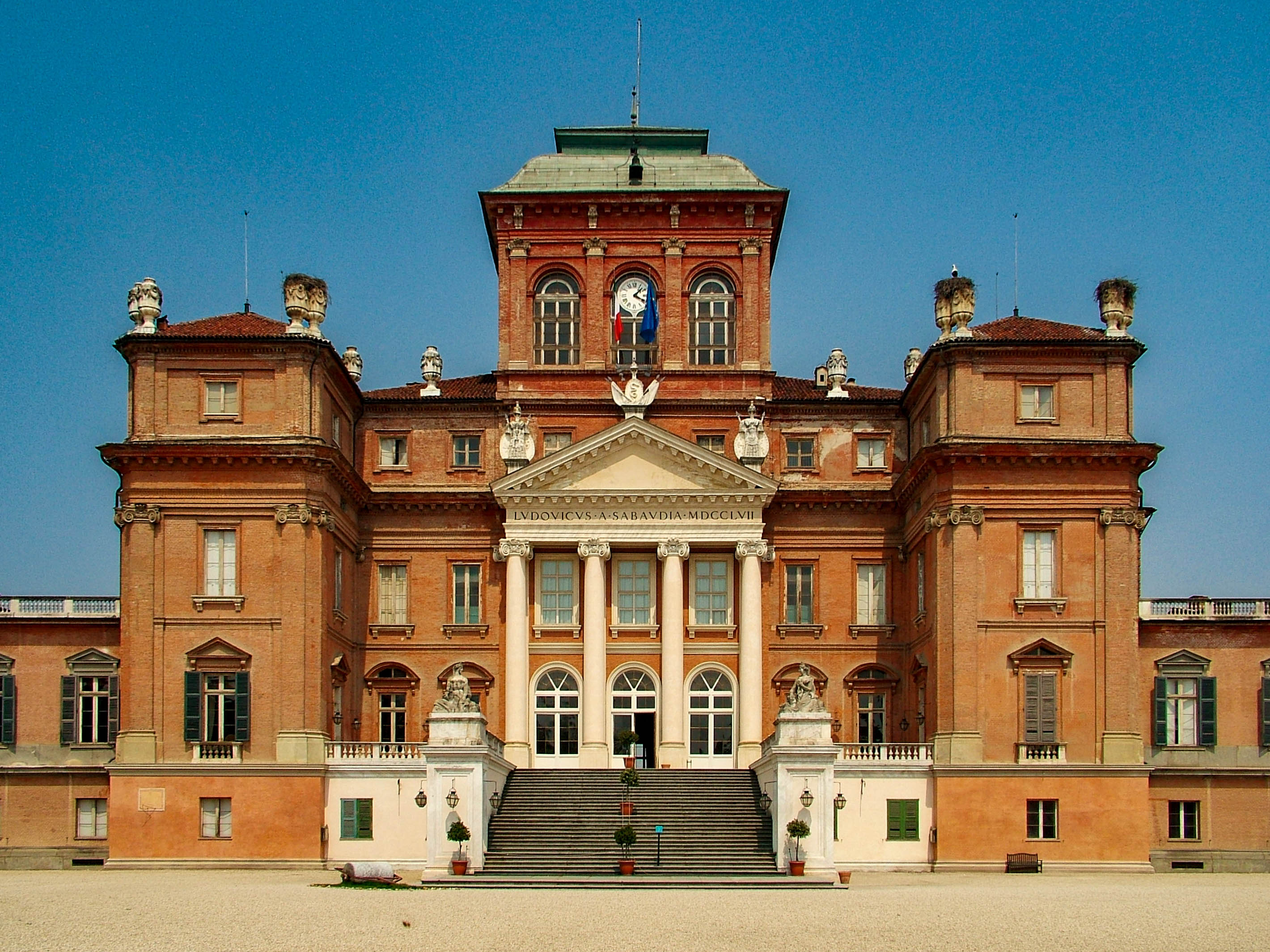
Il castello di Racconigi

La coppia trascorse i primi anni di matrimonio a Torino, dove Umberto comandava il 92º reggimento di fanteria con il grado di colonnello. Maria José non ebbe mai buoni rapporti con i membri di Casa Savoia. La sua provenienza dal più aperto ambiente reale belga e l'educazione di stampo moderno che aveva ricevuto si scontravano con il rigore della monarchia italiana. La più classica educazione e istruzione dello stesso Umberto e, soprattutto, il ligio ossequio del principe all'etichetta, alle regole e all'autorità paterna, furono tutti fattori di ostacolo alla riuscita della sua unione, già non perfetta, con l'erede al trono. Negli anni torinesi la principessa preferì sottrarsi ai rapporti con gli esponenti della nobiltà e con la cerchia delle amicizie del marito, ritagliandosi spazi e frequentazioni personali. Anche a Roma, nell'appartamento privato del Quirinale, dotato di pianoforte a coda, ricevette filosofi, intellettuali e scrittori in modo del tutto indipendente da Umberto. Nel 1932 fece visita al Vittoriale a Gabriele D'Annunzio; di questa visita conservò un divertente ricordo.

#### Napoli

Maria José con il piccolo Vittorio Emanuele

Diverso e, sotto alcuni aspetti più felice, fu il periodo trascorso da Maria José e Umberto a Napoli, dove essi si trasferirono nel 1933; la principessa avrebbe conservato un ottimo ricordo dei napoletani. Di certo la vita di coppia venne allietata in questo periodo dalla nascita di tre dei loro quattro figli: Maria Pia il 24 settembre 1934; il futuro erede al trono Vittorio Emanuele il 12 febbraio 1937; Maria Gabriella il 24 febbraio 1940. La quartogenita, la principessa Maria Beatrice, nacque a Roma il 2 febbraio 1943.
Maria José si occupò personalmente dei suoi figli, sia nei soggiorni autunnali al Castello Reale di Racconigi sia in quelli estivi a Villa Maria Pia a Posillipo. Sul piano educativo non ottenne però la possibilità di lasciare loro frequentare la scuola pubblica, ma dovette accontentarsi di un'istitutrice montessoriana, la signorina Paolini, che fu molto amata dai bambini e che li avrebbe seguiti fino alla caduta della monarchia e il conseguente esilio.
Nei medesimi anni, tuttavia, gravi lutti familiari colpirono la principessa. Il 17 febbraio 1934, in un incidente di montagna, morì l'amato padre Alberto, proprio mentre Maria José era in attesa della prima figlia. La circostanza sconsigliò la sua stessa partecipazione al funerale. Appena un anno dopo, il 29 agosto 1935, un incidente automobilistico avrebbe ucciso la cognata Astrid di Svezia, moglie di Leopoldo III del Belgio, nei pressi di Küssnacht in Svizzera. Nell'estate del 1935 i Principi si recarono a Tripoli dal maresciallo Italo Balbo; in seguito la principessa vi ritornò altre volte senza Umberto.
La permanenza a Napoli si protrasse fino allo scoppio della seconda guerra mondiale, quando la famiglia si trasferì al Quirinale. Ai luoghi maggiormente amati in Italia da Maria José, oltre al castello di Racconigi e a Napoli, devono aggiungersi Capri e Firenze.

### Rapporti con il regime fascista

Mussolini e Maria José a un saggio di equitazione nel 1935

I rapporti cominciarono a cambiare quando si delineò l'alleanza con la Germania e la sudditanza nei confronti di Hitler. Nel 1935 vi fu la guerra d'Etiopia, che valse all'Italia le sanzioni della Società delle Nazioni e la condanna delle maggiori potenze europee e mondiali. Nel 1936 venne firmato il trattato di amicizia tra Italia e Germania, chiamato Asse Roma-Berlino. Nel 1938 vi fu la promulgazione delle leggi razziali. Quando, sempre nel 1938, Hitler fece visita in Italia ospite al Quirinale, Maria José provava già sentimenti di ostilità nei confronti dell'operato di Mussolini.
Secondo fonti diplomatiche inglesi emerse molti anni dopo, Maria José si sarebbe accordata con Rodolfo Graziani e con il capo della polizia Arturo Bocchini, per tentare un colpo di Stato per opera di alcuni reparti delle forze armate, con Pietro Badoglio come comandante in capo, per sostituire Mussolini con un «avvocato milanese antifascista» (probabilmente Carlo Aphel) e costringere Vittorio Emanuele III ad abdicare in favore di Umberto; Umberto era, a sua volta, d'accordo con la moglie per abdicare subito in favore del piccolo Vittorio Emanuele; la stessa Maria José sarebbe stata nominata reggente del Regno in deroga allo Statuto Albertino, fino al compimento dei 21 anni del giovanissimo ipotetico sovrano. Questo presunto complotto, che vedeva d'accordo anche Italo Balbo, l'anglofilo Dino Grandi e l'antitedesco e ambizioso genero del duce Galeazzo Ciano, non andò comunque oltre un incontro preliminare a Racconigi e alcune riunioni a Milano e Maria José non ne parlerà mai direttamente. Al complotto avrebbe partecipato anche Edgardo Sogno.
Da questo momento in avanti Maria José cercò di avere contatti molto limitati anche con le altre principali personalità del regime, e alcune di esse furono messe addirittura al bando pubblicamente, come Achille Starace, Ettore Muti, Roberto Farinacci e Alessandro Pavolini. Anche a Umberto erano graditi solo coloro che anche la moglie accettava, cioè i fedeli monarchici come Emilio De Bono, Italo Balbo e Cesare Maria De Vecchi. Ma mentre Umberto si atteneva scrupolosamente alle regole del regime, Maria José frequentava chiunque le aggradasse, senza preoccuparsi delle conseguenze. Umberto però non fece nulla per dissuadere la moglie dall'agire in questo modo.  Nel 1939 assisté, sola, a Lucerna al concerto di Arturo Toscanini, l'ultimo che il maestro tenne in Europa. Durante i suoi frequenti soggiorni all'estero volle conoscere anche Thomas Mann, Giuseppe Antonio Borgese, Maurice Maeterlinck, tutte persone considerate fuorilegge dal regime, ma con le quali lei intrattenne duraturi rapporti di sincera amicizia.
Mussolini, dal canto suo, trattò sempre Maria José con una certa freddezza, volle essere informato di ogni sua mossa e affidò la sorveglianza della Principessa al capo della Polizia, Arturo Bocchini, fino al 1939, cioè fino a quando ritenne di avere sottomesso i Savoia con lo stravolgimento dello Statuto Albertino e con l'intervento del Gran consiglio nella successione al trono. Inoltre egli proibì espressamente ai mezzi di informazione di nominare Umberto e Maria José come Principi ereditari e li obbligò a chiamarli solamente Principi di Piemonte.

### Seconda guerra mondiale

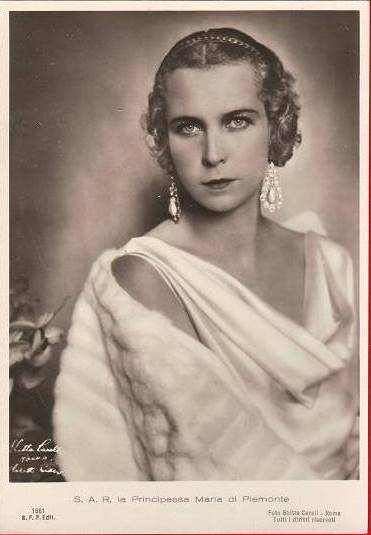
Marie del Piemonte fotografata durante la seconda guerra mondiale

Il 1º settembre 1939 la Germania invase la Polonia, dando così inizio al secondo conflitto mondiale, che terminerà nel 1945. L'Italia entrò ufficialmente in guerra il 10 giugno 1940, dichiarando guerra alla Francia e alla Gran Bretagna. Una decisione avventata da parte di Mussolini, che conosceva bene l'impreparazione dell'esercito italiano e che valutò male i tempi della durata del conflitto.
Nell'ottobre dello stesso anno l'Italia invase anche la Grecia, nonostante le risorse del Paese non fossero sufficienti a sostenere tale azione. La guerra di Grecia si rivelò infatti una disastrosa sconfitta e la posizione di Mussolini si indebolì progressivamente. Alla luce di questi fatti, Maria José sostenne sempre che l'Italia non avrebbe mai potuto vincere la guerra e che l'unico modo per risparmiare al popolo delle inutili sofferenze sarebbe stato quello di eliminare Mussolini e il fascismo. Nell'ambiente della monarchia ella venne definita da molti l'unico uomo di Casa Savoia e, a partire dal 1942 fino alla caduta del fascismo, intraprese un'azione segreta volta a collegare l'ambiente antifascista direttamente con i Savoia.
Incontrò personaggi come Luigi Einaudi e lo stesso Pietro Badoglio. Nell'ottobre 1942, stabilì un contatto con monsignor Montini allora sostituto segretario di Stato di papa Pio XII. Di tale incontro informò il ministro della Real Casa Pietro d'Acquarone, che però le comunicò la contrarietà del re nei confronti di qualsiasi mediazione da parte della Santa Sede. 
Incurante dei rischi che correva, la Principessa di Piemonte si rivolse all'ambasciatore portoghese presso la Santa Sede per sondare se il primo ministro portoghese António de Oliveira Salazar si prestasse a far da tramite per conoscere le condizioni degli alleati in caso di uscita dell'Italia dal conflitto. Ancora nel marzo 1943, nella Villa Caetani di Ninfa, fece incontrare Badoglio con l'altro Maresciallo d'Italia Enrico Caviglia, presente Umberto Zanotti Bianco, liberale fortemente contrario al regime, per sensibilizzarli alla drammaticità del momento. Infine nell'aprile successivo la principessa organizzò un incontro "politico" tra l'esponente democristiano Giuseppe Spataro e lo stesso Badoglio che, però, dichiarò che si sarebbe mosso solo per ordine del re. Mussolini, nonostante fosse al corrente delle azioni della principessa, non fece nulla per impedire il suo operato. 
La risposta positiva del dittatore portoghese Salazar circa la sua disponibilità a fare da intermediario per la conclusione della pace tra gli alleati e l'Italia giunse alla principessa Maria José nel giugno 1943. Il 19 luglio, quindi, il diplomatico individuato dalla principessa, Alvise Emo Capodilista, poté partire per Lisbona per prendere contatto con gli inglesi ma il succedersi degli avvenimenti resero infruttuoso tale tentativo.
Il 25 luglio Maria José seppe dell'esito della seduta del Gran consiglio e dell'arresto di Mussolini due ore prima che la notizia fosse diffusa dalla radio. Pietro Badoglio annunciò di essere il nuovo capo del Governo dichiarando: "La guerra continua al fianco dell'alleato germanico".
Il 6 agosto Maria José venne convocata dal suocero, il quale non le parlava direttamente da più di due anni, e le venne espressamente ordinato di troncare immediatamente ogni rapporto con l'opposizione antifascista e ogni attività politica; inoltre la costrinse a ritirarsi con i quattro figli nella residenza estiva dei Savoia a Sant'Anna di Valdieri, sotto la sorveglianza della cognata Iolanda, e di rimanervi fino a che lui stesso non l'avesse espressamente richiamata a Roma. L'8 settembre la principessa si trovava a Sarre, dove si era trasferita da dieci giorni e, come il resto degli italiani, apprese la notizia dell'armistizio dalla radio.
In questo momento di grave pericolo per i membri della famiglia reale e, in particolar modo, per il nipote maschio del re, Maria José e i suoi figli riuscirono comunque a rifugiarsi in Svizzera, a Montreux. Poi dovettero spostarsi a Glion, perché la polizia elvetica era venuta a conoscenza di un piano di Hitler per rapire il piccolo Vittorio Emanuele. Infine si stabilirono a Oberhofen, sul lago di Thun.
Qui Maria José riprese i contatti con le persone con cui aveva collaborato precedentemente al colpo di Stato, in particolare con Luigi Einaudi, anch'egli riparato in Svizzera. Fu tentata a unirsi alla Resistenza, ma le autorità elvetiche la sorvegliavano strettamente. Riuscì comunque, in diverse occasioni, a trasportare armi per i partigiani.
Solo nel febbraio del 1945, mentre la Germania stava cadendo, Maria José si decise a rientrare in Italia. Fu un percorso durissimo in pieno inverno e con gli sci ai piedi attraversò il confine sulle Alpi, scortata da due guide e dai pochi uomini che le erano rimasti vicino. Ad accoglierla in Italia c'erano i partigiani, che la scortarono fino a Racconigi. Qui attese fino al giugno seguente, quando fu mandato un aereo per portarla a Roma, dove ad aspettarla c'era Umberto. Non si vedevano da circa due anni. Ad agosto andarono a prendere i bambini e la famiglia fu di nuovo riunita.

### "Regina di maggio"

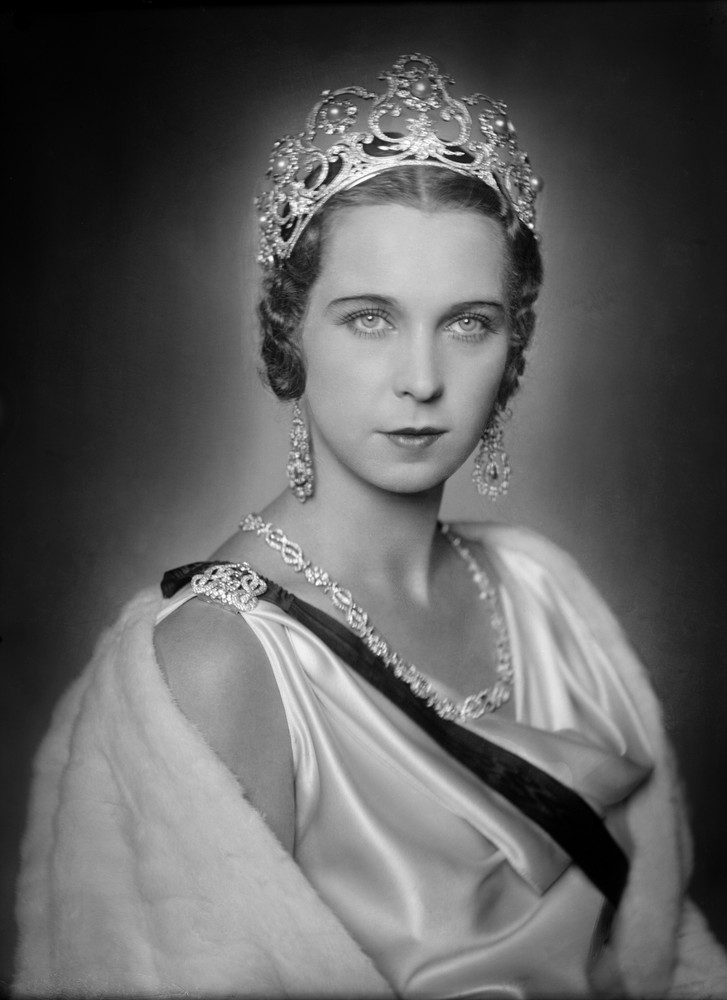
Maria José come Regina consorte d'Italia

L'ultimo anno che trascorse in Italia fu in solitudine. Umberto era sempre lontano, impegnato nel suo nuovo ruolo di Luogotenente del regno, e comunque fra i due coniugi ormai vi era una frattura insanabile. Riprese a fare l'ispettrice nazionale del Corpo delle infermiere volontarie della Croce Rossa Italiana, visitando i posti più colpiti dalla guerra e fu proprio mentre tornava da Cassino, da una di queste visite, che venne informata di essere regina. Era il 9 maggio del 1946. Il re aveva abdicato in favore di Umberto. Fonti contemporanee riportano che non manifestò nessun entusiasmo, ma che era già rassegnata alla previsione che la monarchia avrebbe perso il referendum che si sarebbe tenuto di lì a poco, il 2 giugno. Anni dopo, in un'intervista rilasciata alla figlia Maria Gabriella, dichiarò di aver votato scheda bianca al referendum monarchia-repubblica (perché non le sembrava "elegante" votare per il marito e sé stessa) e per il socialista Giuseppe Saragat alla Costituente.

### Esilio
Il 5 giugno Umberto la informò che l'Italia era una repubblica e le comunicò che sarebbe partita la sera stessa per Napoli e, il giorno seguente, per il Portogallo. Pregò il marito di lasciarle un giorno in più per poter rivedere Napoli, ma Umberto non lo permise, in quanto così aveva promesso ad Alcide De Gasperi. Egli la raggiunse dopo una settimana a Cascais, ma si separarono quasi subito.
Il matrimonio, già in crisi da lungo tempo, si incrinerà definitivamente. Con la scusa di dover subire un'operazione agli occhi, Maria José si trasferì in Svizzera a Merlinge con il piccolo Vittorio Emanuele. Le tre figlie rimasero in Portogallo con Umberto, e la raggiunsero solo diversi anni dopo. Una delle ultime occasioni in cui Umberto e Maria José furono visti insieme fu in occasione delle nozze di Juan Carlos I di Spagna con Sofia di Grecia, avvenute ad Atene il 14 maggio 1962.
In questi anni viaggiò moltissimo, visitando la Cina, l'India, l'Unione Sovietica, la Polonia, Cuba e anche gli Stati Uniti d'America, prima con la madre Elisabetta, poi da sola. Si dedicò anche a studi storici su Casa Savoia, pubblicando vari volumi, e alla cultura musicale, istituendo un premio di composizione. Ricevette dalla Repubblica francese la Legion d'onore per i suoi scritti sui Savoia. Nel 1987, dopo la morte del marito avvenuta quattro anni prima, ebbe il permesso di rientrare in Italia, in quanto vedova, ma lo fece solo il 1º marzo 1988 per assistere a un convegno storico nella città di Aosta.
In quarantuno anni di esilio la regina visse in profonda solitudine: separata dal marito, che vedeva raramente, e in disaccordo con la maggior parte dei figli, che la accusavano di avere un carattere difficile e di essere autoritaria. In un'intervista, rilasciata in quegli anni, confidò alla giornalista: "Avrei dovuto fuggire la notte delle nozze".
Negli ultimi anni ci fu un avvicinamento con l'ultima figlia, Beatrice. Nel 1992 vendette la sua casa in Svizzera e si trasferì presso di lei a Cuernavaca, in Messico, fino al 1996, anno in cui fece ritorno presso l'altra figlia Maria Gabriella.

### Morte

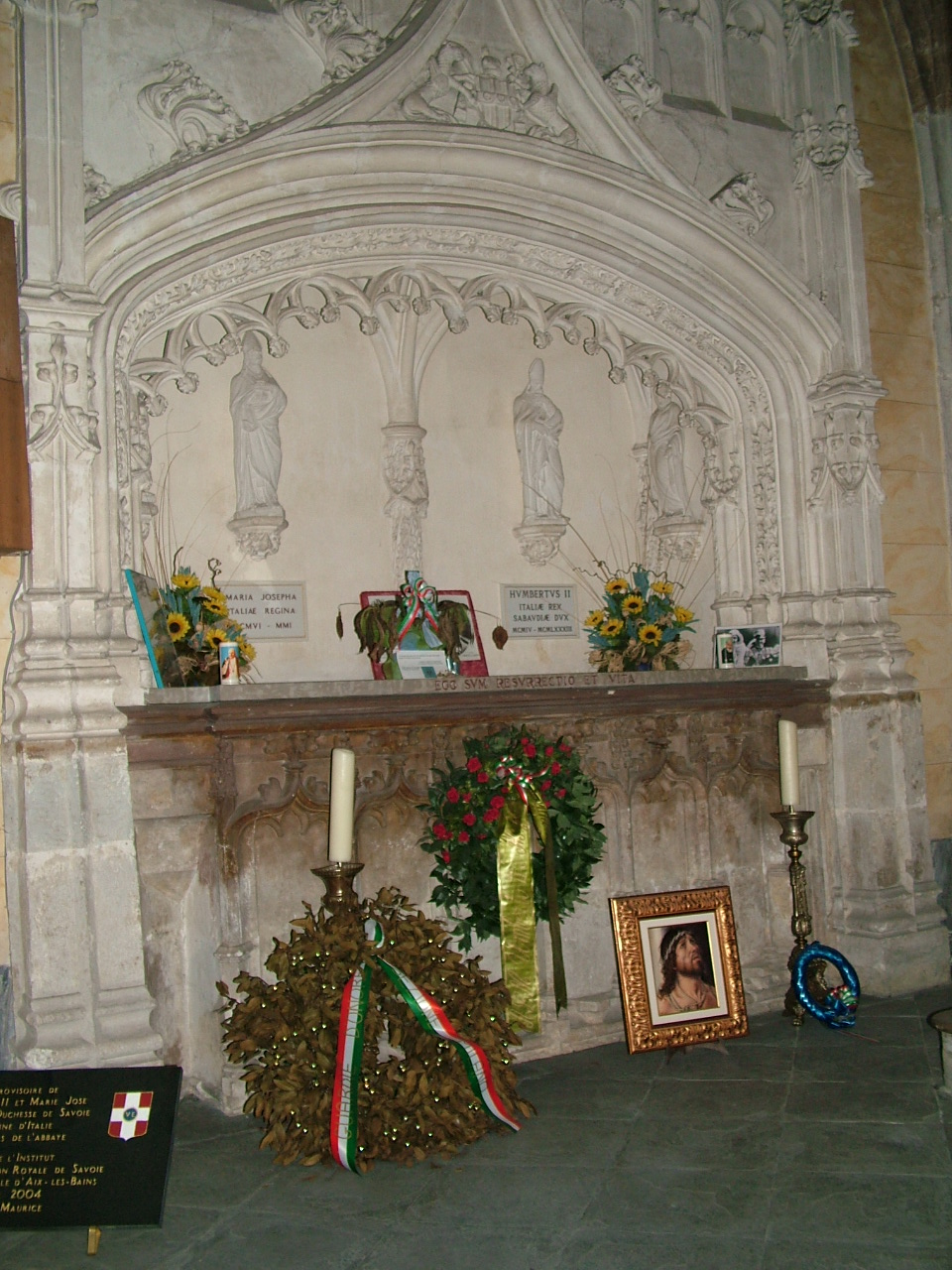
Abbazia di Altacomba:
Tomba di Maria José e di Umberto II

Di lei scrisse il giornalista Domenico Bartoli: «La prima delusione venne dal cuore e, forse, fu la più grave. Le altre colpirono l'intelligenza e l'ambizione. Tutte ferirono l'orgoglio...».
Morì il 27 gennaio 2001 a Ginevra e per suo espresso volere venne sepolta nell'abbazia di Altacomba in Alta Savoia a fianco del marito. Ai funerali parteciparono re Juan Carlos I di Spagna, i reali di Belgio e Lussemburgo, Alberto II di Monaco, gli ex reali di Bulgaria, Costantino II di Grecia, Farah Dibah, Michele di Jugoslavia. Su sua disposizione, venne eseguito S'hymnu sardu nationale (l'inno nazionale sardo), inno del Regno di Sardegna. Durante le solenni esequie, inoltre, furono eseguiti alcuni canti degli alpini da parte del Coro A.N.A. di Milano.
Durante la cerimonia il nunzio apostolico in Svizzera ha letto un messaggio di papa Giovanni Paolo II indirizzato a "Sua altezza reale" Vittorio Emanuele, nel quale esprimeva condoglianze per il lutto.

## Ascendenza
|                                   |                                  |                                           | Genitori                                    |  |  | Nonni |  |  | Bisnonni              |  |  | Trisnonni                                       |  |
|                                   |                                  |                                           |                                             |  |  |       |  |  | Leopoldo I del Belgio |  |  | Francesco Federico di Sassonia-Coburgo-Saalfeld |  |
|                                   |                                  |                                           |                                             |  |  |       |  |  | Leopoldo I del Belgio |  |  | Francesco Federico di Sassonia-Coburgo-Saalfeld |  |
|                                   |                                  | Augusta di Reuss-Ebersdorf                |                                             |  |  |       |  |  | Leopoldo I del Belgio |  |  |                                                 |  |
| Filippo del Belgio                |                                  |                                           |                                             |  |  |       |  |  | Leopoldo I del Belgio |  |  |                                                 |  |
|                                   |                                  | Luisa Maria d'Orléans                     | Luigi Filippo di Francia                    |  |  |       |  |  |                       |  |  |                                                 |  |
|                                   |                                  | Luisa Maria d'Orléans                     | Luigi Filippo di Francia                    |  |  |       |  |  |                       |  |  |                                                 |  |
|                                   |                                  | Luisa Maria d'Orléans                     | Maria Amalia di Napoli e Sicilia            |  |  |       |  |  |                       |  |  |                                                 |  |
| Alberto I del Belgio              |                                  | Luisa Maria d'Orléans                     |                                             |  |  |       |  |  |                       |  |  |                                                 |  |
|                                   |                                  | Carlo Antonio di Hohenzollern-Sigmaringen | Carlo di Hohenzollern-Sigmaringen           |  |  |       |  |  |                       |  |  |                                                 |  |
|                                   |                                  | Carlo Antonio di Hohenzollern-Sigmaringen | Carlo di Hohenzollern-Sigmaringen           |  |  |       |  |  |                       |  |  |                                                 |  |
|                                   |                                  | Carlo Antonio di Hohenzollern-Sigmaringen | Maria Antonietta Murat                      |  |  |       |  |  |                       |  |  |                                                 |  |
| Maria di Hohenzollern-Sigmaringen |                                  | Carlo Antonio di Hohenzollern-Sigmaringen |                                             |  |  |       |  |  |                       |  |  |                                                 |  |
|                                   |                                  | Giuseppina di Baden                       | Carlo II di Baden                           |  |  |       |  |  |                       |  |  |                                                 |  |
|                                   |                                  | Giuseppina di Baden                       | Carlo II di Baden                           |  |  |       |  |  |                       |  |  |                                                 |  |
|                                   |                                  | Giuseppina di Baden                       | Stefania di Beauharnais                     |  |  |       |  |  |                       |  |  |                                                 |  |
| Maria José del Belgio             |                                  | Giuseppina di Baden                       |                                             |  |  |       |  |  |                       |  |  |                                                 |  |
|                                   | Massimiliano Giuseppe in Baviera | Pio Augusto in Baviera                    |                                             |  |  |       |  |  |                       |  |  |                                                 |  |
|                                   | Massimiliano Giuseppe in Baviera | Pio Augusto in Baviera                    |                                             |  |  |       |  |  |                       |  |  |                                                 |  |
|                                   | Massimiliano Giuseppe in Baviera | Amalia Luisa di Arenberg                  |                                             |  |  |       |  |  |                       |  |  |                                                 |  |
| Carlo Teodoro in Baviera          | Massimiliano Giuseppe in Baviera |                                           |                                             |  |  |       |  |  |                       |  |  |                                                 |  |
|                                   |                                  | Ludovica di Baviera                       | Massimiliano I di Baviera                   |  |  |       |  |  |                       |  |  |                                                 |  |
|                                   |                                  | Ludovica di Baviera                       | Massimiliano I di Baviera                   |  |  |       |  |  |                       |  |  |                                                 |  |
|                                   |                                  | Ludovica di Baviera                       | Carolina di Baden                           |  |  |       |  |  |                       |  |  |                                                 |  |
| Elisabetta in Baviera             |                                  | Ludovica di Baviera                       |                                             |  |  |       |  |  |                       |  |  |                                                 |  |
|                                   |                                  | Michele I di Portogallo                   | Giovanni VI di Portogallo                   |  |  |       |  |  |                       |  |  |                                                 |  |
|                                   |                                  | Michele I di Portogallo                   | Giovanni VI di Portogallo                   |  |  |       |  |  |                       |  |  |                                                 |  |
|                                   |                                  | Michele I di Portogallo                   | Carlotta Gioacchina di Spagna               |  |  |       |  |  |                       |  |  |                                                 |  |
| Maria José di Portogallo          |                                  | Michele I di Portogallo                   |                                             |  |  |       |  |  |                       |  |  |                                                 |  |
|                                   |                                  | Adelaide di Löwenstein-Wertheim-Rosenberg | Costantino di Löwenstein-Wertheim-Rosenberg |  |  |       |  |  |                       |  |  |                                                 |  |
|                                   |                                  | Adelaide di Löwenstein-Wertheim-Rosenberg | Costantino di Löwenstein-Wertheim-Rosenberg |  |  |       |  |  |                       |  |  |                                                 |  |
|                                   |                                  | Adelaide di Löwenstein-Wertheim-Rosenberg | Agnese di Hohenlohe-Langenburg              |  |  |       |  |  |                       |  |  |                                                 |  |
|                                   |                                  | Adelaide di Löwenstein-Wertheim-Rosenberg |                                             |  |  |       |  |  |                       |  |  |                                                 |  |

## Nella cultura di massa
- Un anno dopo la sua morte, la RAI ha mandato in onda una miniserie televisiva in due puntate, intitolata Maria José - L'ultima regina. A interpretare la regina è la slovacca Barbora Bobuľová. Arrigo Petacco, autore di una biografia di Maria José e consulente storico della produzione, si disse soddisfatto del risultato.
- La cantante olandese Petra Berger ha dedicato alla regina Maria José la prima canzone del suo album "Eternal Women" dal titolo "Terra Promessa", interpretando la Regina nel videoclip della canzone. Il videoclip è stato girato interamente in Irlanda.[18]
- Maria José del Belgio è interpretata da Aurora Ruffino nella serie TV del 2024 La lunga notte - La caduta del Duce.

## Riconoscimenti
Nel 2013 è stata intitolata a Maria José una via a Roma durante una cerimonia cui presenziò il sindaco della città Alemanno. La Regina fu anche ricordata positivamente da scrittori e cantata da poeti, es.: Salvator Gotta in "Almanacco di Gotta" o Francesco Pastonchi: "Degna sei tu di mirare / il petto degli eroi schierati / che trassero dai giorni oscuri / questa Italia fulgente".

## Pubblicazioni
- Emanuele Filiberto di Savoia, Rusconi, Milano, 1994.
- Amedeo VI - Amedeo VII (con prefazione di Benedetto Croce), Mondadori, Milano, 2001.
- Amedeo VIII (con prefazione di Daniel Rops) Mondadori, 2 tomi, Milano, 2001.